# Ignacy (Dieputatow)
Ignacy, imię świeckie Aleksiej Michajłowicz Dieputatow (ur. 22 stycznia 1977 w Tugolesie) – rosyjski biskup prawosławny.

## Życiorys
W 1998 ukończył seminarium duchowne w Samarze. W tym samym roku podjął naukę w Petersburskiej Akademii Duchownej. W czerwcu 2002 ukończył na Akademii studia teologiczne. Został następnie zatrudniony jako wykładowca historii biblijnej w szkole duchownej w Riazaniu. 27 października 2002 w cerkwi św. Jana Teologa przy szkole duchownej w Riazaniu złożył wieczyste śluby mnisze przed metropolitą riazańskim i kasimowskim Szymonem, przyjmując imię Ignacy. 31 października tego samego roku metropolita Szymon wyświęcił go na hierodiakona, zaś 4 listopada – na hieromnicha.
23 lipca 2003 arcybiskup riazański i kasimowski Paweł powierzył mu funkcję prorektora szkoły duchownej w Riazaniu. Duchowny wykładał równocześnie w szkole homiletykę, teologię pastoralną i podstawy nauki społecznej Rosyjskiego Kościoła Prawosławnego. W 2005, po reaktywacji męskiego monasteru Przemienienia Pańskiego w Riazaniu, został jego przełożonym. W 2007 otrzymał godność ihumena.
W 2008 ukończył studia prawnicze na uniwersytecie im. Jesienina w Riazaniu.
W 2009, po przekształceniu szkoły duchownej w Riazaniu w seminarium, został jego prorektorem.
27 lipca 2011 Święty Synod Rosyjskiego Kościoła Prawosławnego wyznaczył go na pierwszego ordynariusza nowo powstałej eparchii szachtyńskiej. 18 sierpnia 2011 otrzymał w związku z tym godność archimandryty. 21 sierpnia w moskiewskim Monasterze Nowospasskim został wyświęcony na biskupa przez patriarchę moskiewskiego i całej Rusi Cyryla, metropolitów krutickiego i kołomieńskiego Juwenaliusza, sarańskiego i mordowskiego Warsonofiusza, arcybiskupów istrińskiego Arseniusza, riazańskiego i kasimowskiego Pawła, kostromskiego i galickiego Aleksego, biskupów rostowskiego i nowoczerkaskiego Merkuriusza, bronnickiego Ignacego, sołniecznogorskiego Sergiusza, podolskiego Tichona oraz woskriesieńskiego Sawę. W 2014 został przeniesiony na katedrę wołogodzką. 4 listopada 2014, w związku z utworzeniem metropolii wołogodzkiej, otrzymał godność metropolity. 25 grudnia tegoż roku został rektorem nowo utworzonego Wołogodzkiego Seminarium Duchownego.
26 lutego 2019 r. objął stanowisko kierownika synodalnego wydziału finansowo-gospodarczego.
25 sierpnia 2020 r. został przeniesiony na katedrę saratowską i jednocześnie zwolniony ze stanowiska kierownika synodalnego wydziału finansowo-gospodarczego.